# Codogener Strang
Codogener Strang oder Matrizen-Strang wird derjenige DNA-Einzelstrang der DNA-Doppelhelix eines proteincodierenden Gens genannt, der bei der Transkription für den Aufbau eines RNA-Einzelstrangs genutzt wird.

Schematische Darstellung der beiden DNA-Stränge und des entstehenden RNA-Transkripts bei der Transkription durch RNA-Polymerase.
Der codogene oder Matrizen-Strang ist hier mit „Antisense“ bezeichnet, mit „Sense“ der Nichtmatrizen-Strang der DNA.
(Jedes Chromatid eines Chromosoms enthält einen langen DNA-Doppelstrang; in kondensiertem Zustand ist die Transkriptionsaktivität jedoch nur sehr gering.)

Der codogene Strang enthält jenen DNA-Abschnitt, den eine RNA-Polymerase als Matrize für das aus Ribonukleotiden aufzubauende Transkript benutzt. Die Basensequenz des gebildeten RNA-Strangs ist deshalb komplementär zum benutzten codogenen DNA-Strang – und gleicht damit dem unbenutzten anderen DNA-Strang (der daher öfters auch „codierend“ genannt wird). Die Sequenz der Basen des DNA-Abschnitts auf diesem Nichtmatrizen-Strang unterscheidet sich nämlich nur in T statt U von der Sequenz der hergestellten RNA-Kopie.
Die tatsächlich für Proteine codierende genetische Information liegt auf der mRNA innerhalb eines offenen Leserahmens (OLR oder engl. ORF) vor. Dieser Sequenzbereich wird an Ribosomen im Cytoplasma bei der Translation abgelesen: als eine Abfolge von Basentripletts, die je ein Codon darstellen, das jeweils für eine Aminosäure stehen kann. Erst in diesem Rahmen zwischen Startcodon und Stopcodon gibt die Basensequenz also codiert die Aminosäurensequenz an, mit der eine Polypeptidkette aufgebaut werden soll. Das einem Codon auf dem RNA-Strang komplementäre Gegenstück auf dem codogenen DNA-Strang wird auch Codogen („Codonbildner“) genannt.
Welcher von den beiden DNA-Strängen nun jeweils codogen ist und als Matrize fungiert, entscheidet die Lage des asymmetrischen Promotors eines Gens; dies kann im DNA-Doppelstrang eines Chromosoms von Gen zu Gen variieren.

## Nähere Erläuterungen
Die DNA-Doppelhelix besteht aus zwei Einzelsträngen, die antiparallel (5′→3′ bzw. 3′→5′) gegenläufig über Nukleinbasen komplementär gepaart sind. Zwischen dem außenliegenden Phosphat-Zucker-Gerüst beider Stränge liegen Furchen, in denen ein RNA-Polymerase-Komplex über den Doppelstrang gleiten und eine Promotorregion auf der DNA an deren Sequenz erkennen kann. Erst nach fester Bindung an diesen Promotor kann eine Transkription beginnen.
Die Promotorsequenz ist nicht symmetrisch und erlaubt daher nur die Bindung in eine Richtung. Die gebundene RNA-Polymerase wird damit positioniert wie orientiert: über den Promotor werden ihr Startstelle und Richtung der Transkription angezeigt. Die RNA-Polymerase kann einen RNA-Strang ausschließlich in 5′→3′-Richtung synthetisieren. Die Abfolge seiner Ribonukleotide wird dabei durch komplementäre Basenpaarungen mit dem gegenläufig vorliegenden DNA-Strang (3′→5′) festgelegt. Anhand dieser Matrize wird das RNA-Transkript aufgebaut, bis der Terminator erreicht ist, wo die Transkription endet. Danach steht die RNA-Polymerase für einen weiteren Transkriptionsvorgang zur Verfügung. Je nachdem, wie der Promotor eines Gens auf der DNA liegt, verläuft die folgende Transkription dann bezogen auf den Doppelstrang in die eine oder die andere Richtung. Der codogene Strang ist also nicht immer derselbe DNA-Strang, sondern jeweils der zur Syntheserichtung gegenläufige.
Die von DNA in RNA umgeschriebene Basensequenz ist immer komplementär zum codogenen Strang. Ein Basentriplett auf der codierenden RNA, das beispielsweise das Codon CUG (5′→3′) darstellt, wurde so am Codogen GAC (3′→5′) des codogenen Strangs erstellt. Diesem entspricht auf dem nichtcodogenen anderen Strang der DNA ein Triplett mit der Basenfolge CTG (5′→3′). Am Ribosom kann das Codon CUG der mRNA abgelesen und interpretiert werden von einer tRNA mit passendem Anticodon, wie GAC (3′→5′). Wenn diese tRNA mit Leucin beladen wurde, dann wird diese Aminosäure in die entstehende Polypeptidkette eines Proteins eingebaut. Erst damit wird die genetische Information eines für Protein codierenden Gens deutlich – da das Codon CUG auf der mRNA dann für Leu (L) codiert, beziehungsweise das Codogen GAC (3′→5′) auf der DNA dem Anticodon GAC auf einer tRNALeu entspricht.
Wenn von codierendem Strang gesprochen wird, ist zu bedenken, dass etwa eine auf dem Nichtmatrizenstrang der DNA neu auftretende Veränderung einer einzelnen Nukleobase – beispielsweise die Umwandlung von Cytosin in Thymin (eine Transition C→T) – hinsichtlich der Wiedergabe der genetischen Information nicht jene Auswirkungen hat, wie wenn dieses Ereignis den Matrizenstrang betrifft, die codogene Vorlage für den codierenden mRNA-Einzelstrang.

## Weitere Bezeichnungen
Für die verschiedenen Nukleinsäure-Einzelstrangabschnitte bei der Transkription sind die Begriffspaare von codogen und nichtcodogen sowie nichtcodierend und codierend beziehungsweise auch codogen versus codierend gebräuchlich. Weitere geläufige Bezeichnungen sind beispielsweise Matrizenstrang und Sinnstrang, Minusstrang und Plusstrang. Auch die englischen Wörter antisense und sense (englisch für ‚Sinn‘) finden in deutscher Fachliteratur Verwendung, seltener, meist in Bezug auf eine einheitliche Darstellungsweise beider Stränge von 5'→3', die Eponyme Crick-Strang (sense) und Watson-Strang (antisense); doch werden diese Ausdrücke nicht immer mit der gleichen Bedeutung verwendet.
Zudem ist zu beachten, dass in zahlreichen Fällen – bei Transkription von nicht (prä-)mRNA – Begriffe wie ‚codogen‘ und ‚codierend‘ leer sind. Da außerdem bei der Transkription von Genen eines Organismus nicht immer nur derselbe DNA-Strang als codogener Strang genutzt wird, ist es sinnvoller von Einzelstrangabschnitten bei der Transkription zu sprechen. Dies ist auch nötig zur Abgrenzung gegenüber Sonderfällen bei Viren- oder Organellengenomen, bei denen der oder die Stränge des gesamten Genoms mit „+“ oder „plus“ bzw. „-“ oder „minus“ bezeichnet werden.
In der gebräuchlichen Verwendung bezeichnen die Ausdrücke codogener Strang, Matrizenstrang, Minusstrang, Nichtsinnstrang sowie antisense den zur RNA komplementären DNA-Strangabschnitt, der einer transkribierenden RNA-Polymerase als Matrize für das Transkript dient. Nichtcodogener Strang, Nichtmatrizenstrang, Plusstrang, Sinnstrang sowie sense oder „codierender Strang“ sind dann Bezeichnungen für denjenigen Nukleinsäurestrangabschnitt, dessen Sequenz derjenigen des primären RNA-Produkts des Gens gleicht. Gelegentlich wird aber mit abweichender Bedeutung das Protein beziehungsweise die tRNA als sense angesehen, womit sich dann die den Ausdrücken je zugewiesene Bedeutung umkehren kann.